# Anadioú
Anadioú (grec moderne : Αναδιού) est un village chypriote situé dans le district de Paphos et comptant 17 habitants.